# 提夫萊特
提夫萊特（Tifelt）是非洲北部國家摩洛哥的城市，由拉巴特-薩累-宰穆爾-扎埃爾大區負責管轄，位於首都拉巴特東南56公里，面積10平方公里，海拔高度35米，大多數居民從事農業，2004年人口69,640。